# 38 Dywizjon Rakietowy Obrony Powietrznej
38 dywizjon rakietowy Obrony Powietrznej (38 dr OP) – samodzielny pododdział Wojska Polskiego.
Dywizjon sformowany został w 1968 w Stargardzie Szczecińskim, podlegał dowódcy 26 Brygady Rakietowej Obrony Powietrznej. Jednostka rozformowana została we wrześniu 2000.

## Historia
Zgodnie z zarządzeniem nr 0146 Dowódcy WOPK z dnia 13 grudnia 1967 powstaje 38 dywizjon artylerii OPK. 
Na podstawie rozkazu nr 0148 Dowódcy 2 KOP z dnia 6 listopada 1968, z dniem 3 stycznia 1969 dywizjon osiągnął gotowość bojową.
Od 20 kwietnia 1969 do 11 sierpnia 1969 w dywizjonie rozpoczął się proces formowania 42 dr OP. 
Na przełomie maja i czerwca 1969 wraz z 36 dr OP i 37 dr OP jednostka uczestniczyła w zgrupowaniu poligonowym w Pieniężnicy i przygotowywała obsługi do strzelań poligonowych.
10 lipca 1969, na poligonie w Aszułuku, w ZSRR odbywa się pierwsze strzelanie bojowe, a kolejne w latach 1973, 1977 i 1981.
W roku 1986 dywizjon zmienił nazwę na 38 dywizjon rakietowy OP.
W dniach 04–29 maja 1999 wszystkie siły i środki 26 BR OP brały udział w pierwszym międzynarodowym ćwiczeniu pod kryptonimem OCELOT–99. W ćwiczeniu brali udział żołnierze armii polskiej, czeskiej i niemieckiej. Strzelania wykonały 38, 39, 40, 41, 70, 71 dr OP. Było to ostatnie strzelanie bojowe 38 dr OP.
We wrześniu 2000 roku dywizjon został rozformowany.

## Dowódcy dywizjonu
- mjr Bonifacy Robak – 1968-1970
- mjr Wacław Marzec – 1970-1974
- mjr Alojzy Dahlke – 1974-1975
- kpt. Edmund Łączny – 1975-1981
- ppłk Władysław Trzeciak – 1981-1996
- ppłk Czesław Szlagowski – 1996-2000